# Flavio Cresconio Corippo
Flavio Cresconio Corippo (in latino Flavius Cresconius Corippus; Africa, 500 circa – dopo il 568) è stato un poeta bizantino cristiano vissuto al tempo di Giustiniano e Giustino II.
Tutte le sue opere sopravvissute sono in lingua latina.

## Biografia
Le notizie biografiche su di lui sono piuttosto scarse e, in effetti, tutto quanto sappiamo di Corippo è quello che si ricava dai suoi tre poemi giunti fino a noi.
Era nato in Africa. In un manoscritto delle sue opere viene definito grammaticus (professore di lettere); sembra da escludersi, anche per motivi cronologici, l'identificazione che era stata proposta tra lui e un vescovo africano (tale Cresconius) del VII secolo.
Dopo la sua attività di insegnante, svolta probabilmente nei dintorni di Cartagine, lo troviamo in questa città nel 550 intento a recitare, davanti a dignitari bizantini, il poema epico da lui stesso composto per celebrare la campagna di Giovanni Troglita (generale di Giustiniano) contro i Mauri conclusa nel 548.
Una quindicina d'anni dopo lo ritroviamo a Costantinopoli, dove si lamenta di non ben precisate ingiustizie subite, che lo hanno privato dei suoi averi, e si appella all'imperatore. In questo frangente apprendiamo che aveva un incarico a corte, ed era alle dipendenze del questore di palazzo Anastasio, cui rivolge un elogio in versi. In seguito, viene esortato a comporre un panegirico anche nei confronti del nuovo imperatore, Giustino II. La composizione di quest'ultima opera avviene nel 568 e in essa l'autore si definisce come già anziano. Probabilmente morì non molto tempo dopo.

## Opere
Di Corippo abbiamo tre poemetti, ossia la Giovanneide (Iohannis o De bellis Libycis), il Panegirico di Anastasio (Panegyricum in laudem Anastasii quaestoris et magistri) e il Panegirico di Giustino II (In laudem Iustini Augusti minoris).
Molto probabilmente egli era di religione cristiana, come si deduce da diversi elementi, per esempio la sostanziale assenza di tutti quegli abbellimenti mitologici che sono soliti abbondare nei poemi epici, oltre a qualche esplicita allusione a testi delle sacre scritture, e in particolare un brano particolarmente "ortodosso" (Laus iv. 294 ss.).
Quest'ultimo poema (In laudem Iustini minoris), in quattro libri, comprende la morte di Giustiniano, l'incoronazione del suo successore, Giustino II (13 novembre 565) e gli avvenimenti dei primi anni di regno. Esso è preceduto da una prefazione e dal panegirico già ricordato di Anastasio, il superiore del poeta. Questi testi vennero pubblicati ad Anversa nel 1581 da Michael Ruyz Azagra, segretario dell'imperatore Rodolfo II, a partire da un manoscritto del IX o X secolo.
Il Panegirico, ancorché infarcito di espressioni servili ed elogi spropositati, permette di avere un'idea dei cerimoniali della corte bizantina, per esempio durante la narrazione dell'ascesa al potere di Giustino o quando viene descritto come vengono ricevuti gli ambasciatori degli Avari.
Il poema più ampio ed importante da lui composto, la Ioannide, il primo in ordine di tempo, fu disperso per lungo tempo e venne rintracciato solo agli inizi del XIX secolo. All'inizio del secolo XVI l'umanista tedesco Johannes Cuspinian (1473-1529) nella sua opera pubblicata postuma De Caesaribus atque imperatoribus Romanis (Strasburgo 1540, p. CCXVI) ne cita i primi 5 versi, affermando di averli tratti da un manoscritto della biblioteca di Buda (distrutta da Solimano il Magnifico nel 1527) contenente l'intero poema. Nondimeno fu solo nel 1814 che Pietro Mazzucchelli, bibliotecario della Biblioteca Ambrosiana di Milano, scoprì l'unico manoscritto superstite della Ioannide nel codex Trivultianus (della biblioteca del marchese Trivulzio).
Questo poema ha grande importanza per la storia del suo tempo, in particolare riguardo alle regioni del Nordafrica, su cui si hanno poche informazioni. È un poema di circa 5000 esametri, in otto libri, e descrive le vittorie sui Mauri ad opera di Giovanni Troglita, che fu magister militum nel 546. La vicenda narrata ha inizio con l'invio di Giovanni in Africa ad opera di Giustiniano, e si conclude dopo la battaglia decisiva nei pressi di Cartagine del 548.
Le osservazioni di Corippo riguardo al Nordafrica si rivelano espressione di un intelligente osservatore ben al corrente di quella realtà; molte sue descrizioni di usi e costumi degli indigeni sono infatti confermate sia da altre fonti contemporanee (per esempio Procopio), sia da osservazioni moderne sulle società berbere tradizionali.
I modelli principali di Corippo furono Virgilio, Lucano, e Claudiano. Nel complesso, la lingua e la metrica di Corippo, considerata l'epoca in cui visse, è notevolmente pura.
Le edizioni della Iohannis ad opera di P. Mazzucchelli (1820) e quella della Laus ad opera di Pierre-François Foggini (1797) sono ancora oggi utili per il loro apparato critico. Sono entrambe comprese nel 28° volume del Corpus scriptorum historiae Byzantinae pubblicato a Bonn.
Le migliori edizioni moderne sono quella di Josef Partsch (in Monumenta Germaniae historica, 1879), con una introduzione molto utile, quella di Michael Petschenig (Berliner Studien für klassische Philologie, iv., 1886) e l'ultima in ordine cronologico a cura di Iacob Diggle e Francis Goodyear (Cambridge 1970); si veda anche Gibbon, The History of the Decline and Fall of the Roman Empire, ch. xlv.